# Lijst van schilderijen van Giovanni Bellini
De volgende lijst geeft een overzicht van de werken die aan de Venetiaanse kunstschilder Giovanni Bellini worden toegeschreven. De getallen in de kolom Cat. verwijzen naar de oeuvrecatalogus in de monografie over Bellini uit 1999 van de Italiaanse kunsthistoricus Anchise Tempestini.

## Schilderijen
| Afbeelding | Titel | Datering                  | Techniek                                  | Afmetingen h × b cm                                | Collectie | Cat. |
| ---------- | --- | ------------------------- | ----------------------------------------- | -------------------------------------------------- | --- | ---- |
|            | Hiëronymus in de woestijn                                                                                                | ca. 1450                  | tempera op paneel                         | 48 × 35,8                                          | Birmingham, Barber Institute of Fine Arts                                                                                   | 1    |
|            | Piëta | ca. 1455                  | tempera op paneel                         | 44 × 34                                            | Bergamo, Accademia Carrara                                                                                                  | 2    |
|            | Madonna met het Kind in haar armen (Kalmar-Madonna)                                                                      | ca. 1455                  | tempera op paneel                         | 78 × 56                                            | voorheen Parijs (collectie Kalmar)                                                                                          | 3    |
|            | Maria aanbidt het slapende Christuskind (Davis-Madonna)                                                                  | ca. 1460-1465             | tempera op paneel                         | 72,4 × 46,4                                        | New York, Metropolitan Museum of Art                                                                                        | 4    |
|            | Trivulzio-madonna | ca. 1460-1465             | tempera op paneel                         | 78 × 50                                            | Milaan, Pinacotheek van het Castello Sforzesco                                                                              |      |
|            | Triptiek van Sint-Sebastiaan                                                                                             | 1460-1471                 | tempera op paneel                         |                                                    | Venetië, Gallerie dell'Accademia                                                                                            | 5-1  |
|            | Triptiek van Sint-Laurens                                                                                                | 1460-1471                 | tempera op paneel                         |                                                    | Venetië, Gallerie dell'Accademia                                                                                            | 5-2  |
|            | Triptiek met de geboorte van Christus                                                                                    | 1460-1471                 | tempera op paneel                         |                                                    | Venetië, Gallerie dell'Accademia                                                                                            | 5-3  |
|            | Triptiek met de Madonna                                                                                                  | 1460-1471                 | tempera op paneel                         |                                                    | Venetië, Gallerie dell'Accademia                                                                                            | 5-4  |
|            | Het bloed van de Verlosser                                                                                               | ca. 1465                  | tempera op paneel                         | 47 × 34                                            | Londen, National Gallery | 6    |
|            | Transfiguratie van Christus                                                                                              | ca. 1465                  | tempera op paneel                         | 134 × 68                                           | Venetië, Museo Correr | 7    |
|            | Christus op de Olijfberg                                                                                                 | ca. 1465-1470             | tempera op paneel                         | 81 × 127                                           | Londen, National Gallery | 8    |
|            | Retabel van de heilige Vincent Ferrer                                                                                    | ca. 1465                  | tempera op paneel                         | 275 × 31                                           | Venetië, Santi Giovanni e Paolo                                                                                             | 9    |
|            | Piëta | ca. 1465-1470             | paneel                                    | 86 × 107                                           | Milaan, Pinacoteca di Brera                                                                                                 | 10   |
|            | De dode Christus ondersteund door twee engelen                                                                           | ca. 1460-1470             | paneel                                    | 74 × 50                                            | Venetië, Museo Correr | 11   |
|            | Kruisiging | ca. 1465                  | tempera op paneel                         | 55 × 30                                            | Venetië, Museo Correr | 12   |
|            | Piëta (met Gentile Bellini ?)                                                                                            | 1472 (?)                  | tempera op doek                           | 115 × 317                                          | Venetië, Dogepaleis | 13   |
|            | Maria met het Christuskind, staande op een balustrade                                                                    | ca. 1465-1470             | olieverf op paneel                        | 66 × 48                                            | Amsterdam, Rijksmuseum | 14   |
|            | Maria met het Christuskind, staande op een balustrade                                                                    | ca. 1465-1470             | olieverf op paneel (populier)             | 66,3 × 48,6                                        | Berlijn, Gemäldegalerie | 15   |
|            | Maria met het Christuskind, staande op een balustrade                                                                    | ca. 1465-1470             | paneel                                    | 77 × 57                                            | Verona, Museo di Castelvecchio                                                                                              | 16   |
|            | Zegenende Christus | ca. 1465-1470             | olieverf op paneel (populier)             | 58 × 44                                            | Parijs, Louvre | 17   |
|            | Maria met het zegenende Christuskind, staande op een balustrade (Lehman-Madonna)                                         | ca. 1465-1470             | tempera, olieverf en goud op paneel       | 54 × 40                                            | New York, Metropolitan Museum of Art                                                                                        | 18   |
|            | Kruisiging | ca. 1467-1470             | olieverf op paneel                        | 71 × 63                                            | Parijs, Louvre | 19   |
|            | Tronende Maria aanbidt het slapende Christuskind (Madonna della Milizia di Mare)                                         | ca. 1467-1470             | tempera op paneel                         | 120 × 63                                           | Venetië, Gallerie dell'Accademia                                                                                            | 20   |
|            | Presentatie in de Tempel                                                                                                 | ca. 1465-1470             | tempera op paneel                         | 80 × 105                                           | Venetië, Fondazione Querini Stampalia                                                                                       | 21   |
|            | Griekse madonna | ca. 1465-1470             | tempera op paneel                         | 82 × 62                                            | Milaan, Pinacoteca di Brera                                                                                                 | 22   |
|            | Madonna met de duim | ca. 1465-1470             | paneel                                    | 79 × 63                                            | Venetië, Gallerie dell'Accademia                                                                                            | 23   |
|            | Maria met staand Kind (Crespi-Madonna)                                                                                   | ca. 1470                  | paneel                                    | 60 × 45                                            | Cambridge (Mass.), Fogg Art Museum                                                                                          | 24   |
|            | Tronende Madonna met tien heiligen en drie engelen                                                                       |                           | paneel                                    | ca. 330 × 290                                      | Venetië, Santi Giovanni e Paolo (San Zanipolo) verbrand in 1867, tegelijk met Titiaans Moord op de heilige Petrus-Martelaar | 25   |
|            | Portret van Jörg Fugger                                                                                                  | 1474                      | olieverf op schildersdoek                 | 26 × 20                                            | Pasadena, Norton Simon Museum                                                                                               | 26   |
|            | Retabel van Pesaro | ca. 1470-1480             | olieverf op paneel                        | middenpaneel: 262 × 240                            | Pesaro, Musei civici di Palazzo Mosca                                                                                       | 27a  |
|            | Retabel van Pesaro (bovenstuk): Balseming van Christus                                                                   | ca. 1470-1480             | olieverf op paneel                        | 107 × 84                                           | Rome, Pinacoteca Vaticana                                                                                                   | 27b  |
|            | Maria met zittend Kind                                                                                                   | ca. 1475                  | paneel                                    | 83 × 62,5                                          | Rovigo, Accademia dei Concordi                                                                                              | 28   |
|            | Lochis-Madonna | ca. 1475                  | tempera op paneel                         | 47,4 × 33,8                                        | Bergamo, Accademia Carrara                                                                                                  | 29   |
|            | Maria het Kind omhelzend (Clark-Madonna)                                                                                 | ca. 1475 (?)              | paneel                                    | 32,3 × 24                                          | Saltwood, Saltwood Castle (collectie Clark)                                                                                 | 30   |
|            | Maria met kind | ca. 1470-1475             | paneel                                    | 65 × 46,5                                          | Ajaccio, Musée Fesch |      |
|            | Maria aanbidt het slapende Christuskind                                                                                  | ca. 1470-1475             | paneel                                    | 77 × 56                                            | privéverzameling (voorheen Florence, collectie Contini Bonacossi)                                                           | 31   |
|            | Maria aanbidt het slapende Christuskind (atelier)                                                                        | ca. 1475-1480             | olieverf op paneel                        | 81,9 × 62,2                                        | Londen, National Gallery | 32   |
|            | De dode Christus met vier engelen (Piëta)                                                                                | 1470                      | tempera op paneel                         | 91 × 131                                           | Rimini, Museo della Città                                                                                                   | 33   |
|            | Portret van een jongen                                                                                                   | ca. 1475                  | paneel                                    | 38 × 23                                            | Birmingham, Barber Institute of Fine Arts                                                                                   | 34   |
|            | Maria met Kind | 1475                      | tempera op paneel                         | 75 × 50                                            | Venetië, Madonna dell’Orto (gestolen op 1 maart 1993)                                                                       | 35   |
|            | Maria met Kind | 1475                      | paneel                                    | 76 × 53                                            | Berlijn, Gemäldegalerie | 36   |
|            | Maria met Kind |                           | paneel                                    | 75,5 × 53                                          | Fort Worth, Kimbell Art Museum                                                                                              | 37   |
|            | Afdaling van Christus in het voorgeborchte                                                                               | ca. 1475-1480             | perkament                                 | 52 × 37,4                                          | Bristol, Bristol Museum & Art Gallery                                                                                       | 38   |
|            | De dode Christus ondersteund door twee engelen (Piëta)                                                                   | 1470-1480                 | tempera op paneel (populier)              | 83 × 67,5                                          | Berlijn, Gemäldegalerie | 39   |
|            | De dode Christus ondersteund door twee engelen (Piëta)                                                                   | ca. 1467 of ca. 1475-1480 | paneel                                    | 94,6 × 71,8                                        | Londen, National Gallery | 40   |
|            | Opstanding van Christus                                                                                                  | ca. 1475-1480             | paneel                                    | 148 × 128                                          | Berlijn, Gemäldegalerie | 41   |
|            | Kruisiging | ca. 1475-1480             | paneel                                    | 57 × 45                                            | Florence, Galleria Corsini                                                                                                  | 42   |
|            | Maria met zegenend Christuskind, staande op een balustrade (Madonna Contarini)                                           | ca. 1475-1480             | olieverf op paneel                        | 78 × 56                                            | Venetië, Gallerie dell'Accademia                                                                                            | 43   |
|            | Maria met zegenend Christuskind                                                                                          | ca. 1475-1480             | olieverf op paneel                        | 55 × 49                                            | Amsterdam, Rijksmuseum | 44   |
|            | Sint-Franciscus in de woestijn of Sint-Franciscus in extase                                                              | ca. 1475-1485             | olieverf op paneel                        | 124,4 × 141,9                                      | New York, The Frick Collection                                                                                              | 45   |
|            | Portret van een jonge man in het rood (Mellon-portret)                                                                   | ca. 1480                  | olieverf en tempera op paneel             | 32 × 26,5                                          | Washington, National Gallery of Art                                                                                         | 46   |
|            | Madonna met Kind in een landschap (Booth-Madonna)                                                                        | ca. 1480-1485             | olieverf op paneel                        | 71,7 × 52,8                                        | Washington, National Gallery of Art                                                                                         | 47   |
|            | Maria met zegenend Christuskind, staande op een balustrade                                                               | ca. 1480                  | paneel                                    | 61 × 47                                            | Glasgow, Glasgow Museums | 48   |
|            | Maria omhelsd door het Christuskind (Willys-Madonna)                                                                     | ca. 1480-1485             | olieverf op paneel                        | 51 × 35                                            | São Paulo, Museu de Arte de São Paulo                                                                                       | 49   |
|            | Madonna met de heiligen Petrus en Sebastiaan                                                                             | ca. 1485                  | olieverf op paneel                        | 84 × 61                                            | Parijs, Louvre | 50   |
|            | Maria geeft een stuk fruit aan het zittende Kind (Mond-Madonna)                                                          | ca. 1480-1490             | olieverf op paneel                        | 78,7 × 58,4                                        | Londen, National Gallery | 51   |
|            | Maria met staand Kind en een schenker                                                                                    | ca. 1485                  | paneel                                    | 82,5 × 70                                          | Harewood Castle | 52   |
|            | Heilige Hiëronymus lezend in de woestijn (Heilige Hiëronymus van Contini Bonacossi)                                      | ca. 1480                  | olieverf op paneel                        | 151 × 113                                          | Florence, Uffizi | 53   |
|            | Heilige Hiëronymus lezend in de woestijn                                                                                 | ca. 1480-1485             | olieverf op paneel                        | 47 × 33,7                                          | Londen, National Gallery | 54   |
|            | Kruisiging met Joodse begraafplaats (Kruisiging van Niccolini di Camugliano)                                             | ca. 1480-1485             | olieverf op paneel                        | 81 × 49                                            | Prato, Cassa di Risparmio                                                                                                   | 55   |
|            | De twee gekruisigde dieven                                                                                               | ca. 1480 (?)              | paneel                                    | elk paneel: 80 × 29,8                              | Privéverzameling (veiling Sotheby's (Londen), 20 november 1957)                                                             | 56   |
|            | De transfiguratie van Christus                                                                                           | ca. 1480                  | olieverf op paneel                        | 115 × 152                                          | Napels, Museo Nazionale di Capodimonte                                                                                      | 57   |
|            | Altaarstuk van San Giobbe                                                                                                | ca. 1478-1485             | olieverf op paneel                        | 471 × 258                                          | Venetië, Gallerie dell'Accademia                                                                                            | 58   |
|            | Heilige Petrus-Martelaar van Verona (+ atelier)                                                                          | ca. 1480-1485             | paneel                                    | 194 × 84                                           | Bari, Pinacoteca Provinciale                                                                                                | 59   |
|            | De heiligen Augustus (of Nicolaas van Bari) en Benedictus (+ atelier)                                                    | ca. 1485                  | paneel                                    | elk paneel: 108,7 × 42,3                           | Zagreb, Strossmayerova galerija starih majstora                                                                             | 60   |
|            | Portret van een jonge man                                                                                                | ca. 1480-1485             | paneel                                    | 32 × 26                                            | Berlijn, Gemäldegalerie | 61   |
|            | Portret van een jonge man                                                                                                | ca. 1480-1490             | olieverf op paneel                        | 31 × 25                                            | Washington, National Gallery of Art                                                                                         | 62   |
|            | Madonna van Alzano of Madonna met de peer (Morelli-Madonna)                                                              | ca. 1485                  | olieverf op paneel                        | 84,3 × 65,5                                        | Bergamo, Accademia Carrara                                                                                                  | 63   |
|            | Madonna met zegenend Christuskind (Northampton-Madonna)                                                                  | ca. 1486-1487             | paneel                                    | 74 × 58                                            | Ashby Castle, Northampshire                                                                                                 | 64   |
|            | Madonna met de boompjes                                                                                                  | 1487 (gedateerd)          | olieverf op paneel                        | 74 × 58                                            | Venetië, Gallerie dell'Accademia                                                                                            | 65   |
|            | Altaarstuk van doge Agostino Barbarigo                                                                                   | 1488 (gedateerd)          | olieverf op doek                          | 200 × 320                                          | Murano, San Pietro Martire                                                                                                  | 66   |
|            | Frari-triptiek | 1489 (gedateerd)          | olieverf op paneel                        | middenpaneel: 184 × 79 zijpanelen: 115 × 46        | Venetië, Basilica di Santa Maria Gloriosa dei Frari                                                                         | 67   |
|            | Madonna met de heiligen Petrus en Clara (+ atelier of navolger)                                                          | ca. 1490                  | paneel, overgebracht op doek              | 76 × 51                                            | Washington, National Gallery of Art                                                                                         | 68   |
|            | Maria met Kind (Rogers-Madonna)                                                                                          | ca. 1490                  | olieverf op paneel                        | 88,9 × 71,1                                        | New York, Metropolitan Museum of Art                                                                                        | 69   |
|            | Maria met Kind (Cook-Madonna) (+ atelier of navolger)                                                                    | ca. 1490                  | paneel                                    | 91 × 68                                            | Privéverzameling (Zwitserland)                                                                                              | 70   |
|            | Madonna met twee heiligen (waarschijnlijk Catharina van Alexandrië en Maria Magdalena)                                   | ca. 1485-1490             | olieverf op paneel                        | 58 × 107                                           | Venetië, Gallerie dell'Accademia                                                                                            | 71   |
|            | Madonna met de rode cherubijnen                                                                                          | ca. 1485-1490             | olieverf op paneel                        | 77 × 60                                            | Venetië, Gallerie dell'Accademia                                                                                            | 72   |
|            | Maria met staand Christuskind dat een bloesemtak aan een draad vasthoudt (+ atelier)                                     | paneel                    | ca. 1485-1490                             | 62 × 47,6                                          | Glasgow, Burrell Collection                                                                                                 | 73   |
|            | Bewening van Christus (Piëta)                                                                                            | ca. 1490                  | olieverf op paneel                        | 74 × 118                                           | Florence, Uffizi | 74   |
|            | Graflegging van Christus                                                                                                 | ca. 1495                  | paneel                                    | 67 × 86                                            | Toledo (Spanje), Kathedraal van Toledo (sacristie)                                                                          | 75   |
|            | Bewening van Christus (atelierwerk)                                                                                      | ca. 1495                  | paneel                                    |                                                    | Stuttgart, Staatsgalerie Stuttgart                                                                                          | 75a  |
|            | Bewening van Christus (Piëta)                                                                                            | ca. 1495                  | paneel                                    | 68 × 86                                            | Berlijn, Gemäldegalerie | 76   |
|            | Vier allegorieën: Fortuin of Melancholie                                                                                 | ca. 1490                  | paneel                                    | 34 × 22                                            | Venetië, Gallerie dell'Accademia                                                                                            | 77-1 |
|            | Vier allegorieën: IJdelheid                                                                                              | ca. 1490                  | paneel                                    | 34 × 22                                            | Venetië, Gallerie dell'Accademia                                                                                            | 77-2 |
|            | Vier allegorieën: Volharding                                                                                             | ca. 1490                  | paneel                                    | 32 × 22                                            | Venetië, Gallerie dell'Accademia                                                                                            | 77-3 |
|            | Vier allegorieën: Na-ijver of Traagheid                                                                                  | ca. 1490                  | paneel                                    | 34 × 22                                            | Venetië, Gallerie dell'Accademia                                                                                            | 77-4 |
|            | Presentatie van Jezus in de tempel (atelierrepliek van een verloren gegaan origineel)                                    | ca. 1490-1500             | paneel                                    | 63,5 × 81,5                                        | Wenen, Kunsthistorisches Museum                                                                                             | 78   |
|            | Portret van een dominicaan (met later toegevoegde attributen van de heilige Petrus-Martelaar)                            | ca. 1490-1500             | paneel                                    | 59,1 × 48,3                                        | Londen, National Gallery)                                                                                                   |      |
|            | Portret van een langharige jonge man (toeschrijving omstreden)                                                           | ca. 1490-1500             | olieverf op paneel                        | 32,8 × 25,5                                        | Parijs, Louvre | 79   |
|            | Portret van een blonde jonge man (zogeheten Zelfportret)                                                                 | ca. 1500                  | olieverf op paneel                        | 34 × 26,5                                          | Rome, Musei Capitolini | 80   |
|            | Portret van een jonge man met krulhaar                                                                                   | ca. 1500                  | olieverf op paneel                        | 27,6 × 18                                          | Washington, National Gallery of Art                                                                                         | 81   |
|            | Transfiguratie (fragment): Hoofd van de Christus                                                                         | ca. 1490-1500             | olieverf op paneel                        | 33 × 22                                            | Venetië, Gallerie dell'Accademia                                                                                            | 82-1 |
|            | Transfiguratie (fragment): Signatuur van Bellini                                                                         | ca. 1490-1500             | olieverf op paneel                        | 31 × 22                                            | Venetië, Gallerie dell'Accademia                                                                                            | 82-2 |
|            | Madonna met Johannes de Doper en Elisabeth (atelier ?)                                                                   | ca. 1500                  | paneel                                    | 72,3 × 90,2                                        | Frankfurt, Städel Museum | 83   |
|            | Madonna met Johannes de Doper en Elisabeth (toeschrijving onzeker)                                                       | ca. 1500                  | paneel                                    | 70 × 89,5                                          | Urbino, Galleria Nazionale delle Marche                                                                                     | 84   |
|            | Madonna met Paulus en Sint-Joris (+ atelier)                                                                             | ca. 1500                  | paneel                                    | 66 × 88                                            | Venetië, Gallerie dell'Accademia                                                                                            | 85   |
|            | De besnijdenis (+ atelier)                                                                                               | ca. 1500                  | olieverf op paneel                        | 74,9 × 102,2                                       | Londen, National Gallery)                                                                                                   | 86   |
|            | Madonna met vier heiligen en een schenker Sacra conversazione van Pourtalès (atelierwerk naar voorbeelden van Bellini ?) | ca. 1500                  | paneel                                    | 75 × 109,2                                         | New York, Morgan Library & Museum                                                                                           | 87   |
|            | Heilige allegorie | ca. 1500                  | olieverf op paneel                        | 73 × 119                                           | Florence, Uffizi | 88   |
|            | Retabel van Priuli (atelier)                                                                                             | ca. 1500-1510             | paneel                                    | middenpaneel: 129 × 64 elk zijpaneel: 129,5 × 53,5 | Düsseldorf, Kunstsammlungen der Stadt                                                                                       | 89   |
|            | Kruisdraging (+ atelier)                                                                                                 | ca. 1500                  | olieverf op paneel                        | 49,5 × 38,7                                        | Toledo (VS), Toledo Museum of Art                                                                                           | 90   |
|            | Kruisdraging (+ atelier)                                                                                                 | ca. 1500                  | paneel                                    | 48,5 × 27                                          | Rovigo, Pinacoteca dell'Accademia del Concordi                                                                              | 91   |
|            | Portret van een jonge senator                                                                                            | ca. 1500                  | paneel                                    | 35 × 26,4                                          | Padua, Museo Civico | 92   |
|            | Portret van doge Leonardo Loredan                                                                                        | ca. 1501-1502             | olieverf op paneel (populier)             | 61,6 × 45,1                                        | Londen, National Gallery | 93   |
|            | Doge Leonardo Loredan met vier magistraten (+ atelier)                                                                   | ca. 1507                  | paneel                                    | 137,5 × 211                                        | Berlijn, Gemäldegalerie | 94   |
|            | Sint-Dominicus (+ atelier)                                                                                               | ca. 1500-1510             | paneel                                    | 43 × 28                                            | Privéverzameling (voorheen New York, Hickox Collection)                                                                     | 95   |
|            | Portret van een man ("Pietro Bembo")                                                                                     | ca. 1505                  | olieverf op paneel                        | 42,6 × 34,1                                        | Londen, Royal Collection (uitgeleend aan National Gallery)                                                                  | 96   |
|            | Hoofd van Christus (El Salvador)                                                                                         | ca. 1500-1510             | olieverf op paneel                        | 43 × 32                                            | Madrid, Academia de San Fernando                                                                                            | 97   |
|            | Zegenende Christus, ten voeten uit (kopie naar een verloren origineel ?)                                                 |                           | paneel (overgebracht op doek)             | 159 × 89                                           | Ottawa, National Gallery of Canada                                                                                          | 98   |
|            | Zegenende Christus, halffiguur (toeschrijving omstreden)                                                                 | ca. 1505                  | paneel                                    | 51,9 × 40,6                                        | Ottawa, National Gallery of Canada                                                                                          | 99   |
|            | Doop van Christus | ca. 1501-1505             | olieverf op doek                          | 400 × 263                                          | Vicenza, Santa Corona | 100  |
|            | God de Vader | ca. 1500-1505             | paneel                                    | 102 × 132                                          | Pesaro, Musei civici | 101  |
|            | Madonna in de weide (Madonna del Prato)                                                                                  | ca. 1500-1505             | olieverf op paneel (overgebracht op doek) | 67,3 × 86,4                                        | Londen, National Gallery | 102  |
|            | Martinengo's piëta of Piëta van de familie Donà dalle Rose                                                               | ca. 1500-1505             | olieverf op paneel                        | 65 × 90                                            | Venetië, Gallerie dell'Accademia                                                                                            | 103  |
|            | Madonna met Johannes de Doper en een vrouwelijke heilige of Sacra conversazione van Giovanelli                           | voor 1504                 | olieverf op paneel                        | 54 × 76                                            | Venetië, Gallerie dell'Accademia                                                                                            | 104  |
|            | Madonna met de heiligen Helena en Veronica en met Johannes de Doper, Hiëronymus en Franciscus van Assisi (+ atelier)     | ca. 1500-1505             | paneel                                    | elk paneel: 93 × 37 lunet: 47 × 164                | voorheen Berlijn, Kaiser-Friedrich-Museum                                                                                   | 105  |
|            | Altaarstuk van San Zaccaria                                                                                              | 1505 (gedateerd)          | olieverf op paneel (overgebracht op doek) | 500 × 235                                          | Venetië, San Zaccaria | 106  |
|            | Heilige Hiëronymus lezend in de woestijn                                                                                 | 1505 (gedateerd)          | olieverf op paneel                        | 49 × 39                                            | Washington, National Gallery of Art                                                                                         | 107  |
|            | Sacra conversazione van Vernon of Tronende Madonna met heiligen en een schenker (+ atelier)                              | 1505 (gedateerd)          | paneel                                    | 92 × 80                                            | Birmingham, Barber Institute of Fine Arts                                                                                   | 108  |
|            | De moord op de heilige Petrus-Martelaar                                                                                  | ca. 1505-1507             | paneel                                    | 99,7 × 165,1                                       | Londen, National Gallery | 109  |
|            | De onthouding van Scipio (+ atelier)                                                                                     |                           | olieverf op doek                          | 74,8 × 356,2                                       | Washington, National Gallery of Art                                                                                         | 110  |
|            | Christus met doornenkroon of De dode Christus gezeten in een landschap                                                   |                           | olieverf op paneel                        | 107 × 70                                           | Stockholm, Nationalmuseum                                                                                                   | 111  |
|            | Sacra conversazione van Dolfin of Madonna met vier heiligen en een schenker                                              | 1507 (gedateerd)          | olieverf op paneel                        | 90 × 145                                           | Venetië, San Francesco della Vigna                                                                                          | 112  |
|            | Prediking van de heilige Marcus in Alexandrië (door Gentile Bellini; voltooid door Giovanni Bellini)                     | ca. 1500-1510             | olieverf op doek                          | 347 × 770                                          | Milaan, Pinacoteca di Brera                                                                                                 | 113  |
|            | De zegenende herrezen Christus (toeschrijving omstreden)                                                                 | ca. 1500 (?)              | paneel                                    | 59 × 47                                            | Fort Worth, Kimbell Art Museum                                                                                              | 114  |
|            | Acht heiligen mediterend over het mysterie van Maria of Maria-Tenhemelopneming met heiligen (+ atelier)                  | ca. 1508-1510             | olieverf op paneel                        | 350 × 225                                          | Murano, San Pietro Martire                                                                                                  | 115  |
|            | Maria met Kind | ca. 1510                  | olieverf op paneel                        | 50 × 41                                            | Rome, Galleria Borghese | 116  |
|            | Maria met zegenend Kind                                                                                                  | 1510 (gedateerd)          | olieverf op paneel (overgebracht op doek) | 85 × 118                                           | Milaan, Pinacoteca di Brera                                                                                                 | 117  |
|            | Tronende Madonna met de heiligen Petrus en Marcus en drie Venetiaanse procuratoren (atelier)                             | ca. 1510                  | doek, bevestigd op paneel                 | 91,8 × 150                                         | Baltimore, Walters Art Gallery                                                                                              | 118  |
|            | Altaarstuk van San Giovanni Crisostomo                                                                                   | 1513 (gedateerd)          | olieverf op paneel                        | 300 × 185                                          | Venetië, San Giovanni Grisostomo                                                                                            | 119  |
|            | Het feest van de goden (in 1529 deels overschilderd door Titiaan)                                                        | 1514 (gedateerd)          | olieverf op doek                          | 170,2 × 188                                        | Washington, National Gallery of Art                                                                                         | 120  |
|            | Bacchus als kind (Bacco fanciullo)                                                                                       | ca. 1505-1510             | olieverf op paneel                        | 48 × 36,8                                          | Washington, National Gallery of Art                                                                                         | 121  |
|            | Naakte vrouw met een spiegel                                                                                             | 1515 (gedateerd)          | olieverf op paneel                        | 62,9 × 78,3                                        | Wenen, Kunsthistorisches Museum                                                                                             | 122  |
|            | Portret van Fra Teodoro van Urbino als de heilige Dominicus                                                              | 1515 (gedateerd)          | olieverf op doek                          | 62,9 × 49,5                                        | Londen, Victoria and Albert Museum (uitgeleend aan de National Gallery)                                                     | 123  |
|            | De dode Christus (ook toegeschreven aan Giorgione of zijn omgeving)                                                      | ca. 1515                  | doek                                      | 55 × 81                                            | Venetië, Scuola Grande di San Rocco                                                                                         | 124  |
|            | De dronkenschap van Noach                                                                                                | ca. 1515                  | olieverf op doek                          | 103 × 157                                          | Besançon, Musée des beaux-arts et d’archéologie de Besançon                                                                 | 125  |
|            | Het martelaarschap van de heilige Marcus (voltooid door Vittore Belliniano)                                              | 1515-1526                 | olieverf op doek                          | 362 × 771                                          | Venetië, Gallerie dell'Accademia                                                                                            | 126  |